# Venezuelská hymna
Hymna Venezuely je píseň Gloria al bravo pueblo (česky Sláva statečnému lidu). Slova hymny napsal Vicente Salias, hudbu složil Juan Landaeta roku 1810.
Hymnou Venezuely se stala roku 1881 za vlády prezidenta Antonia Guzmana Blanca.

## Text hymny
Text hymny ve španělštině zní:
Refrén
Gloria al bravo pueblo
que el yugo lanzó
la ley respetando
la virtud y honor.
Gloria al bravo pueblo
que el yugo lanzó
la ley respetando
la virtud y honor.
¡Abajo cadenas! (2×)
gritaba el Señor (2×)
y el pobre en su choza
libertad pidió
A este santo nombre (2×)
tembló de pavor
el vil egoísmo
que otra vez triunfó.
el vil egoísmo
que otra vez triunfó.
Refrén (2×)
Gritemos con brío: (2×)
¡Muera la opresión! (2×)
Compatriotas fieles,
la fuerza es la unión;
y desde el Empíreo (2×)
el Supremo Autor,
un sublime aliento
al pueblo infundió.
un sublime aliento
al pueblo infundió.
Refrén (2×)
Unida con lazos (2×)
que el cielo formó (2×)
la América toda
existe en nación.
Y si el despotismo (2×)
levanta la voz
seguid el ejemplo
que Caracas dio.
seguid el ejemplo
que Caracas dio.
Refrén (2×)